# ATP Tour World Championships 1999 - Singolare
Il singolare dell'ATP Tour World Championships 1999 è stato un torneo di tennis facente parte dell'ATP Tour.
Àlex Corretja era il detentore del titolo, ma quest'anno non si è qualificato.
Pete Sampras ha battuto in finale 6–1, 7–5, 6–4, Andre Agassi.

## Teste di serie
1. Andre Agassi (finale)
2. Evgenij Kafel'nikov (semifinali)
3. Gustavo Kuerten (round robin)
4. Thomas Enqvist (round robin)

1. Pete Sampras (campione)
2. Nicolas Kiefer (semifinali)
3. Todd Martin (round robin)
4. Nicolás Lapentti (round robin)

## Tabellone

### Legenda
| - Q = Qualificato - WC = Wild card - LL = Lucky loser | - ALT = Alternate - SE = Special Exempt - PR = Protected Ranking | - w/o = Walkover - r = Ritirato - d = Squalificato |

### Finale
|  | Semifinale | Semifinale          | Semifinale          | Semifinale          | Semifinale          | Semifinale | Semifinale |  |  | Finale | Finale       | Finale       | Finale       | Finale | Finale | Finale |  |
|  |            |                     |                     |                     |                     |            |            |  |  |        |              |              |              |        |        |        |  |
|  | 1          | Andre Agassi        | Andre Agassi        | Andre Agassi        | Andre Agassi        | 6          | 7          |  |  |        |              |              |              |        |        |        |  |
|  | 2          | Evgenij Kafel'nikov | Evgenij Kafel'nikov | Evgenij Kafel'nikov | Evgenij Kafel'nikov | 4          | 65         |  |  | 1      | Andre Agassi | Andre Agassi | Andre Agassi | 1      | 5      | 4      |  |
|  | 5          | Pete Sampras        | Pete Sampras        | Pete Sampras        | Pete Sampras        | 6          | 6          |  |  | 5      | Pete Sampras | Pete Sampras | Pete Sampras | 6      | 7      | 6      |  |
|  | 6          | Nicolas Kiefer      | Nicolas Kiefer      | Nicolas Kiefer      | Nicolas Kiefer      | 3          | 3          |  |  |        |              |              |              |        |        |        |  |

### Gruppo bianco
|   |                  | Agassi   | Kuerten  | Sampras        | Lapentti       | RR V–P | Set V–P | Game V–P | Posizione |
| 1 | Andre Agassi     |          | 6–4, 7–5 | 6–2, 6–2       | 6–1, 6–2       | 3–0    | 6–0     | 37–16    | 1         |
| 3 | Gustavo Kuerten  | 4–6, 5–7 |          | 2–6, 3–6       | 6–1, 6–2       | 1–2    | 2–4     | 26–28    | 3         |
| 5 | Pete Sampras     | 2–6, 2–6 | 6–2, 6–3 |                | 7–6(2), 7–6(5) | 2–1    | 4–2     | 30–29    | 2         |
| 8 | Nicolás Lapentti | 1–6, 2–6 | 1–6, 2–6 | 6(2)–7, 6(5)–7 |                | 0–3    | 0–6     | 18–38    | 4         |

La classifica viene stilata in base ai seguenti criteri: 1) Numero di vittorie; 2) Numero di partite giocate; 3) Scontri diretti (in caso di due giocatori pari merito ); 4) Percentuale di set vinti o di games vinti (in caso di tre giocatori pari merito ); 5) Decisione della commissione.

### Gruppo rosso
|   |                     | Kafel'nikov   | Enqvist       | Kiefer        | Martin        | RR V–P | Set V–P | Game V–P | Posizione |
| 2 | Evgenij Kafel'nikov |               | 7–5, 3–6, 6–4 | 1–6, 6–4, 2–6 | 6–4, 1–6, 6–1 | 2–1    | 5–4     | 38–42    | 2         |
| 4 | Thomas Enqvist      | 5–7, 6–3, 4–6 |               | 6–4, 7–5      | 4–6, 1–6      | 1–2    | 3–4     | 33–37    | 4         |
| 6 | Nicolas Kiefer      | 6–1, 4–6, 6–2 | 4–6, 5–7      |               | 6–3, 6–2      | 2–1    | 4–3     | 37–27    | 1         |
| 7 | Todd Martin         | 4–6, 6–1, 1–6 | 6–4, 6–1      | 3–6, 2–6      |               | 1–2    | 3–4     | 28–30    | 3         |

La classifica viene stilata in base ai seguenti criteri: 1) Numero di vittorie; 2) Numero di partite giocate; 3) Scontri diretti (in caso di due giocatori pari merito ); 4) Percentuale di set vinti o di games vinti (in caso di tre giocatori pari merito ); 5) Decisione della commissione.